# هيثر كانينج
هيثر كانينج (بالإنجليزية: Heather Canning)‏ هي ممثلة بريطانية، ولدت في 5 يناير 1933 في إبسوم في المملكة المتحدة، وتوفيت في 30 مايو 1996.

## وصلات خارجية
- هيثر كانينج على موقع IMDb (الإنجليزية)
- هيثر كانينج على موقع ميوزك برينز (الإنجليزية)
- هيثر كانينج على موقع قاعدة بيانات برودواي على الإنترنت (الإنجليزية)
- هيثر كانينج على موقع قاعدة بيانات الفيلم (الإنجليزية)